# Acuerdo internacional para la supresión de la trata de blancas
El Acuerdo internacional para la supresión de la trata de blancas forma parte de una serie de tratados contra la trata de personas, el primero de los cuales se negoció por primera vez en París en 1904. Se considera la primera realización concreta a nivel internacional del movimiento abolicionista. En él se establecían los mecanismos entre gobiernos para la protección de mujeres y niñas que pudieran caer en manos de traficantes que las destinaban a la prostitución y el apoyo para que una vez liberadas pudieran regresar a sus países de origen. También establece una mayor vigilancia en torno a estaciones y puertos para evitar la trata de blancas. Fue uno de los primeros tratados multilaterales en plantear temas de esclavitud y trata de personas. La Convención Internacional para la Supresión del tráfico de mujeres y menores de 1921, la Convención sobre la esclavitud de 1926 y la Convención para la supresión de la trata de mujeres mayores de edad de 1933 son otros documentos elaborados el mismo sentido.  

## Antecedentes
El primer congreso para el tratamiento del tema se celebrará en Londres en 1899 y, en 1902, los delegados de 16 naciones se reunirán en París para discutir sobre la legislación internacional, llegándose a un acuerdo que después se firmará en mayo de 1904 y se ratificará en enero de 1905.

## Primeros tratados
El tratado inicial se concluyó en París el 18 de mayo de 1904 y entró en vigor el 18 de julio de 1905. Un total de 26 estados ratificaron el tratado original de 1904. Sin embargo, cinco años después de la entrada en vigor del tratado, se renegoció en París y se concluyó el 4 de mayo de 1910. El tratado de 1910 entró en vigor el 5 de julio de 1920, y un total de 41 estados lo ratificaron. 

## Protocolo de 1949
En 1949 en Lake Success, Nueva York, se negoció un Protocolo que modificó y actualizó los tratados de 1904 y 1910. El Protocolo se concluyó el 4 de mayo de 1949 y entró en vigor en la misma fecha. Los tratados modificados resultantes entraron en vigor el 21 de junio de 1951 (versión de 1904) y el 14 de agosto de 1951 (versión de 1910) y. A partir de 2013, 33 estados han ratificado el Protocolo de enmienda y las versiones enmendadas de los tratados de 1949 tienen 54 estados parte. 